# یواس‌اس انزیو (سی‌وی‌یی-۵۷)
یواس‌اس انزیو (سی‌وی‌یی-۵۷) (به انگلیسی: USS Anzio (CVE-57)) یک کشتی بود که طول آن ۵۱۲ فوت ۴ اینچ (۱۵۶٫۱۶ متر) بود. این کشتی در سال ۱۹۴۳ ساخته شد.